# LibreWolf
LibreWolf este un fork gratuit și open-source al Firefox, cu accent pe confidențialitate și securitate. Este licențiat sub MPL 2.0.

## Dezvoltare
LibreWolf a fost lansat inițial pentru sistemele de operare Linux la 7 martie 2020. Scopul proiectului LibreWolf a fost de a crea o versiune a Firefox mai axată pe confidențialitate. O versiune menținută de comunitate pentru Windows a fost lansată un an mai târziu, cu un port macOS lansat la scurt timp după. De asemenea, poate fi instalat prin intermediul unui AppImage⁠(d) portabil sau prin Microsoft Store și Windows Package Manager.

## Caracteristici
LibreWolf nu include telemetrie sau actualizare automată, iar anumite caracteristici precum Pocket sunt dezactivate. LibreWolf nu are comenzi rapide sponsorizate, sincronizare în cloud și șterge cookie-urile și istoricul atunci când navigatorul este închis. LinuxSecurity a observat că LibreWolf poate să nu aibă compatibilitate completă cu unele site-uri web.
Conform site-ului PrivacyTests.org, LibreWolf, împreună cu Brave Browser și Tor Browser, au cea mai mare protecție a confidențialității în comparație cu alte navigatoare.